# Nucleus arcuatus
Der Nucleus arcuatus (lat. Nucleus „Kern“, arcuatus „gebogen“), auch Nucleus infundibularis, ist ein  Kern des Hypothalamus.
Er liegt im Tuber cinereum hinter der Eminentia mediana am Boden des dritten Hirnventrikels und gehört zu den kleinzelligen Kerngebieten des Hypothalamus.
Der Nucleus arcuatus produziert Releasing- und Inhibiting-Hormone.
Besonders wichtig ist dieser Kern auch bei der Regelung des Appetits und des Wachstums. Der Appetit wird durch die im Nucleus arcuatus befindende anorexigene Peptide αMSH (α-Melanocyten-stimulierendes Hormon) und CART (Cocaine- and amphetamineregulated Transcript) gehemmt und durch die orexigene Peptide NPY (Neuropeptid Y) und AgRP stimuliert. Diese Neuropeptide werden direkt proportional mit  dem Leptinpegel im Blut ausgeschüttet.
Wachstum wird durch die Ausschüttung von GhRH beeinflusst. 
Die Ausschüttung von Dopamin hemmt die Sekretion von Prolactin und somit Milchsekretion.